# Ofensiva de Nagykanizsa–Körmend
La Ofensiva de Nagykanizsa–Körmend fue una operación militar que se desarrolló entre el 26 de marzo y el 15 de abril de 1945 en la parte occidental de Hungría. Las operaciones formaban parte de la Ofensiva de Viena emprendida por el III Frente Ucraniano, centrándose la ofensiva sobre la línea defensiva de Kisbajom-Nagykorpád-Nagyatád-Heresznye establecida entre el río Drava y el oeste del Lago Balatón.

## Desarrollo de las operaciones
El objetivo de esta operación era cortar a las Fuerzas del Eje el acceso a las refinerías y los campos petrolíferos que había en la región de Nagykanizsa, situados en la parte occidental de Hungría y al sur del Lago Balatón. Para la protección de estos campos las fuerzas alemanas del Grupo de Ejércitos Sur habían establecido tres líneas defensivas aprovechando los obstáculos naturales y las orillas del río Mur que desembocaba en el Balatón. Los alemanes se refirieron a estas operaciones simplemente como "Frente de Budapest". Ya a mediados de marzo de 1945, tras el fracaso de la Ofensiva del Lago Balatón, las fuerzas germano-húngaras se habían retirado a la parte occidental de Hungría para hacer frente a la prevista Ofensiva soviética sobre Austria.
El núcleo principal de las fuerzas encargadas para la operación consistió en el 1.er Ejército búlgaro, compuesto por dos Cuerpos de ejército de seis divisiones de infantería y otras unidades menores (alrededor de 100.000 hombres) que avanzaban en el flanco sur del III Ejército Ucraniano, con el apoyo del 57.º Ejército soviético y de los Cuerpos de rifles 64.º y 66.º, y con otros tres ejércitos concentrados en el área comprendida entre el Lago Balatón y Budapest. El flanco suroccidental estaba ocupado por los Partisanos yugoslavos. La principal fuerza alemana que se oponía al avance era el 2.º Ejército Panzer, que incluía a los cuerpos de Ejército LXVII y XXII.
Después de que comenzara la Ofensiva de Viena por parte de los soviéticos, las fuerzas alemanas emprendieron la retirada de los alrededores del Lago Balatón, lo que facilitó la ofensiva búlgara. A comienzos de abril las Fuerzas del Eje habían sido expulsadas de Hungría prácticamente en su totalidad. El 1.er Ejército búlgaro destruyó las primeras dos líneas defensivas del Eje y cruzó el río Mura. Entonces asumió una posición defensiva en la línea Veliki Kog-Yastrebtzi y se mantuvo detenido en este punto hasta el 7 de mayo. Ese día los búlgaros retomaron el avance para participar en la persecución y captura de los restos de la Wehrmacht y las tropas húngaras que se retiraban precipidamente, coincidiendo con el próximo final de la contienda. El 13 de mayo de 1945 el 1.er Ejército búlgaro alcanzaba los Alpes austriacos en la zona de Klagenfurt, donde contactaron con el 8.º Ejército británico.